# Banca Transilvania

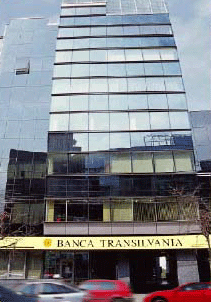
Hoofdkantoor in Cluj-Napoca

De Banca Transilvania is een Roemeense bank met als hoofdzetel Cluj-Napoca. Het bedrijf is genoteerd aan de Beurs van Boekarest en maakt deel uit van de BET-20, de Roemeense aandelenindex.
Banca Transilvania werd opgericht in 1993 en opende op 16 februari 1994 haar eerste filiaal in Cluj-Napoca.